# Silvia Polla
Silvia Polla (* 1976) ist eine italienische Klassische Archäologin und Spezialistin für das Fachgebiet der Archäoinformatik.

## Leben
Silvia Polla studierte von 1996 bis 2002 Klassische Archäologie sowie Ur- und Frühgeschichte an der Universität Trient und an der Universität Freiburg. Schon seit 1997 war sie im Rahmen mehrerer Forschungsprojekte im Mittelmeer- und Alpenraum wissenschaftliche Mitarbeiterin und wirkte dort an archäologischen Prospektionen und Ausgrabungen wie auch an topographischen Aufnahmen mit. In Tunesien, Algerien, der Türkei, Italien und der Schweiz war sie an Keramikdokumentation beteiligt. Von 2002 bis 2005 war Polla Doktorandenstipendiatin der Universität Siena und war dort am Programm Prehistory and cultures of the Roman provinces beteiligt. Zwischenzeitlich war sie 2003/04 auch Stipendiatin der École Normale Supériore Lettres et Sciences Humaines in Lyon. 2005/06 war Polla technische Angestellte an der Universität Trient. Von 2004 bis 2007 war sie Dozentin in Trient und an der Universität Venedig. Die Promotion erfolgte im Mai 2006. 2006 wurde Polla wissenschaftliche Mitarbeiterin am Karman Center for Advanced Studies in the Humanities an der Universität Bern und arbeitete dort an einem Kartografie-Projekt mit. 2008/09 folgte eine Anstellung in einem Postdoktoranden-Programm im Exzellenzcluster Topoi der Freien Universität Berlin, wo sie seit April 2009 Juniorprofessorin für Archäoinformatik war, und damit ein neues Forschungsgebiet vertrat. Seit 2021 arbeitet sie am Weierstraß-Institut für Angewandte Analysis und Stochastik in Berlin und ist dort für Forschungsdaten und die Bibliothek zuständig.
Pollas Forschungsschwerpunkte sind die naturwissenschaftlichen und computergestützten Methoden in der Archäologie, Survey-Techniken und hochauflösende Geländeanalysen, Geoinformationssysteme (GIS) und quantitative Methoden in der Landschaftsarchäologie (GIS-basierte räumliche Analyse und Modellierung diachroner Landnutzung und Bewegung) sowie die Möglichkeiten zur Integration GIS-basierter und Agenten-basierter Modellierung.